# Ric Ocasek
Richard Theodore Otcasek (Baltimore; 23 de marzo de 1944 - Nueva York; 15 de septiembre de 2019), más conocido como Ric Ocasek, fue un cantautor y productor estadounidense, conocido por ser el vocalista y líder de la banda de rock The Cars, además de productor para varios grupos, entre los que destacan Weezer, Nada Surf y No Doubt.

## Carrera
No se sabe mucho de su historia personal, hasta que formó el grupo musical que lo llevaría a ser conocido en la escena mundial. Derivados de la escena punk de los años setenta, The Cars fue una banda new wave fundada en la ciudad de Boston, Estados Unidos, y cuya cara más visible fue Ocasek. The Cars fueron una de las primeras bandas en incursionar en la corriente pop de finales de los años setenta e inicios de los ochenta que fundía la guitarra con el incipiente sintetizador. Aunque Ocasek era la cara visible en los videos, Benjamin Orr era la presencia del grupo en los escenarios.

### Inicios
Ocasek tenía 16 años cuando se interesó en la música a través de músicos como Buddy Holly y The Crickets. A principios de los años 1970 se trasladó a Boston y comenzó a tocar en una popular banda llamada Milkwood con su amigo Ben Orzechowski (quien posteriormente cambió su nombre a "Benjamin Orr"). Lanzaron un álbum en 1973, el cual pasó completamente desapercibido, lo que llevó al grupo a separarse. Inspirados por el proto-punk, Velvet Underground y Roxy Music, formaron Richard and the Rabbits y cambiaron sus apellidos de Orzechowski a Orr y de Otcasek a Ocasek.

### The Cars
A mediados de los años 1970, la nueva banda incluye a los miembros adicionales Greg Hawkes (teclados y sintetizadores), Elliot Easton (guitarra) y el exmiembro de The Modern Lovers Dave Robinson (batería). Poco después, el quinteto cambia su nombre por el de The Cars (con Ocasek siendo el líder indiscutible, componiendo todas sus canciones), lo que resultó en un sonido que encajaba perfectamente con la nueva ola creciente. Firmando con Elektra, el grupo llegó vertiginosamente al estrellato con su álbum homónimo de 1978. Paralelamente Ocasek se desempeñó como productor de los artistas Suicide, Bad Brains, Romeovoid e Iggy Pop, además de publicar su primer álbum solista en 1982, llamado Beatitude.
En 1988 el grupo se separó, y desde entonces hasta su muerte, Ocasek se siguió presentando como solista luego de haber producido siete discos. Aunque él es más conocido como el líder, cantante, guitarrista rítmico, y el compositor de The Cars, Ric Ocasek trabajó también para una amplia variedad de artistas a través de los años.

## Vida personal y fallecimiento
Ocasek se casó tres veces. Luego de divorciarse de su primera esposa, se casó con Suzanne Ocasek, en 1972. Ocasek seguía casado con Suzanne cuando conoció a la modelo Paulina Porizkova durante la filmación del video musical de la canción «Drive» en 1984. En 1989, Ocasek y Porizkova se casaron.
Ocasek tenía seis hijos, dos de cada uno de sus tres matrimonios. Uno de sus hijos, Christopher, formó el grupo de rock Glamour Camp. Adam nació en 1970, Eron en 1973 y Derek en 1982.
Él y el cofundador de la banda The Cars Benjamin Orr fueron amigos cercanos. Su amistad fue recordada en una canción que Ocasek escribió a Orr después de su muerte en 2000 («Silver», del álbum Nexterday).
Ocasek murió en Manhattan el domingo 15 de septiembre de 2019; tenía 75 años. Según la autopsia que se dio a conocer dos días después, falleció por una enfermedad cardiovascular.

## Discografía

### Álbumes de estudio
- Beatitude (1982, Geffen Records)
- This Side of Paradise (1986, Geffen Records)
- Fireball Zone (1991, Reprise Records)
- Quick Change World (1993, Reprise Records)
- Negative Theater (1993, Warner EU; solo en Europa)
- Getchertikitz (1996, Sound Effects)
- Troublizing (1997, Sony Entertainment)
- Nexterday (2005, Sanctuary / Inverse)

### Sencillos
| Año  | Sencillo                | Australia | Canadá | US Hot 100 | US MSR | US A.C. | US Dance | Álbum                 |
| ---- | ----------------------- | --------- | ------ | ---------- | ------ | ------- | -------- | --------------------- |
| 1983 | "Something to Grab For" | -         | -      | 47         | 5      | -       | -        | Beatitude             |
| 1983 | "Jimmy Jimmy"           | -         | -      | -          | 25     | -       | 60       | Beatitude             |
| 1983 | "Connect Up to Me"      | -         | -      | -          | -      | -       | 37       | Beatitude             |
| 1986 | "Emotion in Motion"     | 8         | 18     | 15         | 1      | 8       | -        | This Side of Paradise |
| 1986 | "True to You"           | 100       | -      | 75         | 9      | -       | -        | This Side of Paradise |
| 1991 | "Rockaway"              | -         | 46     | -          | 11     | -       | -        | Fireball Zone         |